# Антюньяк
Антюнья́к (фр. Antugnac) — коммуна во Франции, находится в регионе Лангедок — Руссильон. Департамент коммуны — Од. Входит в состав кантона Куиза. Округ коммуны — Лиму.
Код INSEE коммуны — 11010.

## Население
Население коммуны на 2008 год составляло 324 человека.
| 1962 | 1968 | 1975 | 1982 | 1990 | 1999 | 2008 |
| ---- | ---- | ---- | ---- | ---- | ---- | ---- |
| 192  | 238  | 223  | 219  | 256  | 266  | 324  |

## Экономика
В 2007 году среди 193 человек в трудоспособном возрасте (15—64 лет) 130 были экономически активными, 63 — неактивными (показатель активности — 67,4 %, в 1999 году было 60,8 %). Из 130 активных работали 105 человек (60 мужчин и 45 женщин), безработных было 25 (11 мужчин и 14 женщин). Среди 63 неактивных 14 человек были учениками или студентами, 32 — пенсионерами, 17 были неактивными по другим причинам.